# Comuna Slobidka, Mirhorod
Slobidka (în ucraineană Слобідка) este o comună în raionul Mirhorod, regiunea Poltava, Ucraina, formată din satele Malți, Nosenkî, Osove și Slobidka (reședința).

## Demografie
Componența lingvistică a comunei Slobidka
     Ucraineană (98,31%)
     Rusă (1,47%)
     Alte limbi (0,22%)
Conform recensământului din 2001, majoritatea populației comunei Slobidka era vorbitoare de ucraineană (98,31%), existând în minoritate și vorbitori de rusă (1,47%).